# Trận Bornholm (1457)
Trận Bornholm thứ nhất (tiếng Ba Lan: I bitwa pod Bornholmem) là trận hải chiến giữa ba tàu chiến Gdańsk với đoàn tàu vận tải Đan Mạch - Livonia diễn ra vào đêm 14 rạng ngày 15 tháng 8 năm 1457 gần đảo Bornholm trong Chiến tranh Mười ba năm. Trận chiến kết thúc với thắng lợi chiến thuật thuộc về hạm đội Gdańsk, được các sử gia Ba Lan coi là trận hải chiến lớn nhất trong cuộc chiến này đồng thời là biểu tượng chiến thắng của Gdańsk đối với Đan Mạch.
Vương quốc Đan Mạch dưới thời Christian I Oldenburg phản ứng tiêu cực trước việc sáp nhập Kị sĩ đoàn quốc Teuton vào Vương quốc Ba Lan và bắt đầu hợp lực với giáo đoàn Hiệp sĩ Teuton đánh vào đường hàng hải Gdańsk. Đồng thời, Đan Mạch âm mưu thôn tính một phần đất đai của giáo đoàn, can thiệp quân sự nhằm chiếm các cảng trên bờ nam biển Baltic. Bất chấp việc giáo đoàn tuy miễn cưỡng nhưng vẫn trao quyền kiểm soát các thành phố cảng tại Baltic cho đồng minh Đan Mạch, trên biển đã diễn ra các hoạt động ngăn chặn, đánh phá, cướp bóc hàng hóa của đối phương. Để đối phó với tuyến giao thương trên biển bị khóa chặn, các thương thuyền vũ trang của Gdańsk tiến hành một hành động chưa từng có trong lịch sử: một đội tàu Ba Lan kaper được huy động để tấn công tàu chiến, cảng và các vị trí trên bờ biển do Đan Mạch kiểm soát. Chiến thắng của hạm đội Gdańsk trước đoàn tàu vận tải Đan Mạch dẫn đến hiệp ước đình chiến với Vương quốc Đan Mạch ngày 28 tháng 7 năm 1458 theo điều kiện có lợi cho Ba Lan. Trận chiến góp phần loại bỏ đồng minh duy nhất của Hiệp sĩ Teuton buộc tự thân giáo đoàn phải dồn sức vào Chiến tranh Mười Ba Năm.

### Phản ứng của Đan Mạch với Chiến tranh Mười ba năm

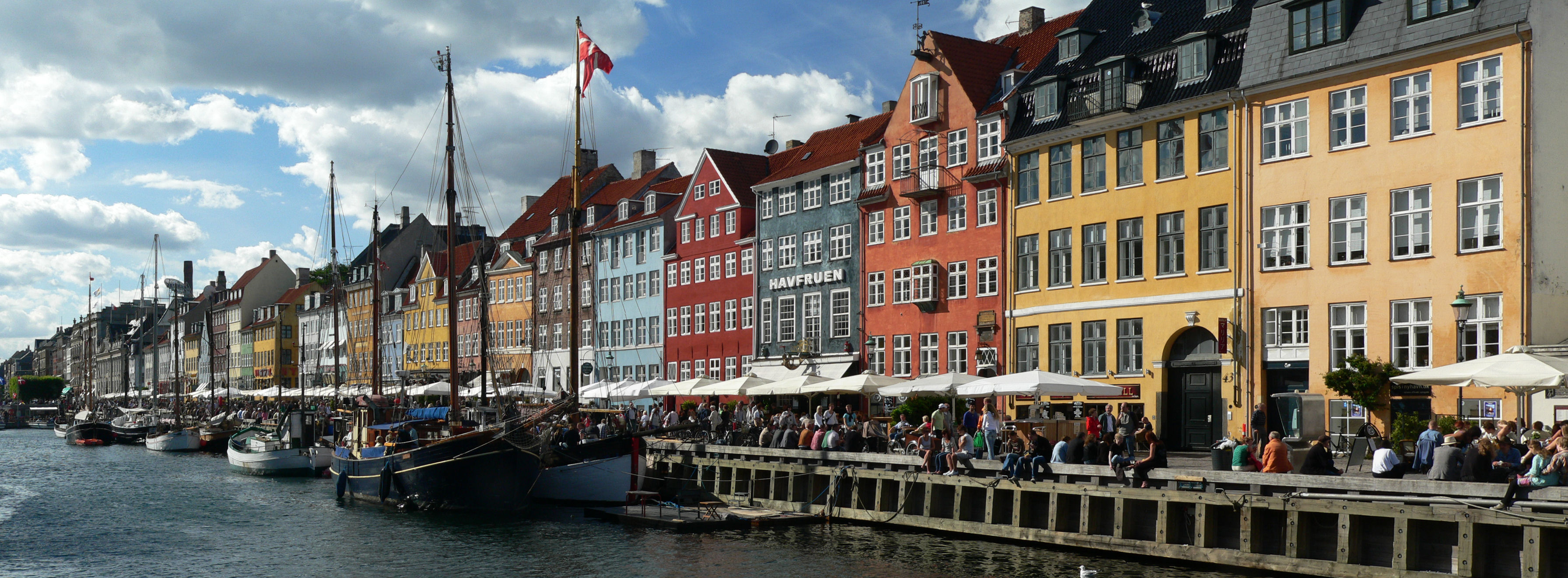
Copenhagen, Nyhavn. Liên minh Kalmar ra đời năm 1397, thống nhất Đan Mạch và Thụy Điển, tạo ra một thế lực thống trị biển Baltic. Việc Ba Lan giành được quyền kiểm soát mặt biển đe dọa quyền lực liên minh này.

### Chiến tranh Mười ba năm trên biển Baltic

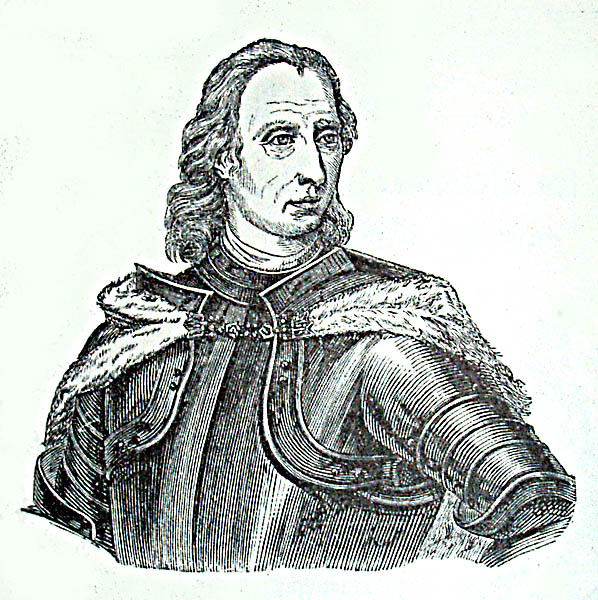
Vua Đan Mạch Christian I Oldenburg muốn nắm quyền bảo hộ Livonia nên đã hỗ trợ giáo đoàn Teuton trong Chiến tranh Mười ba năm

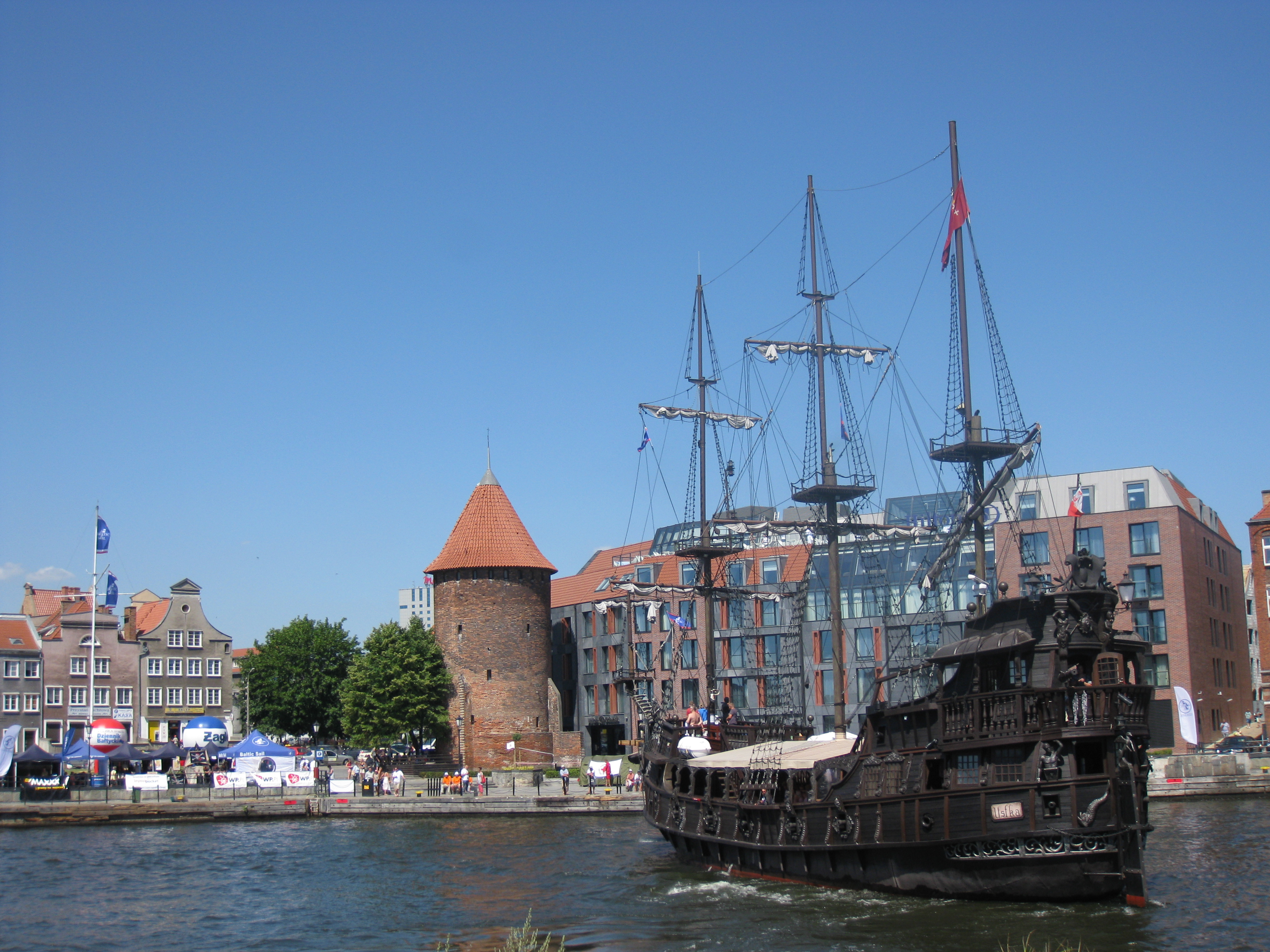
Gdańsk: Tháp Thiên nga và cảng Gdańsk lịch sử. Giao thương mang lại nguồn thu nhập lớn cho thành phố và đóng góp chi phí đáng kể cho Liên hiệp Phổ trong Chiến tranh Mười ba năm

#### Hệ thống huy động hạm đội

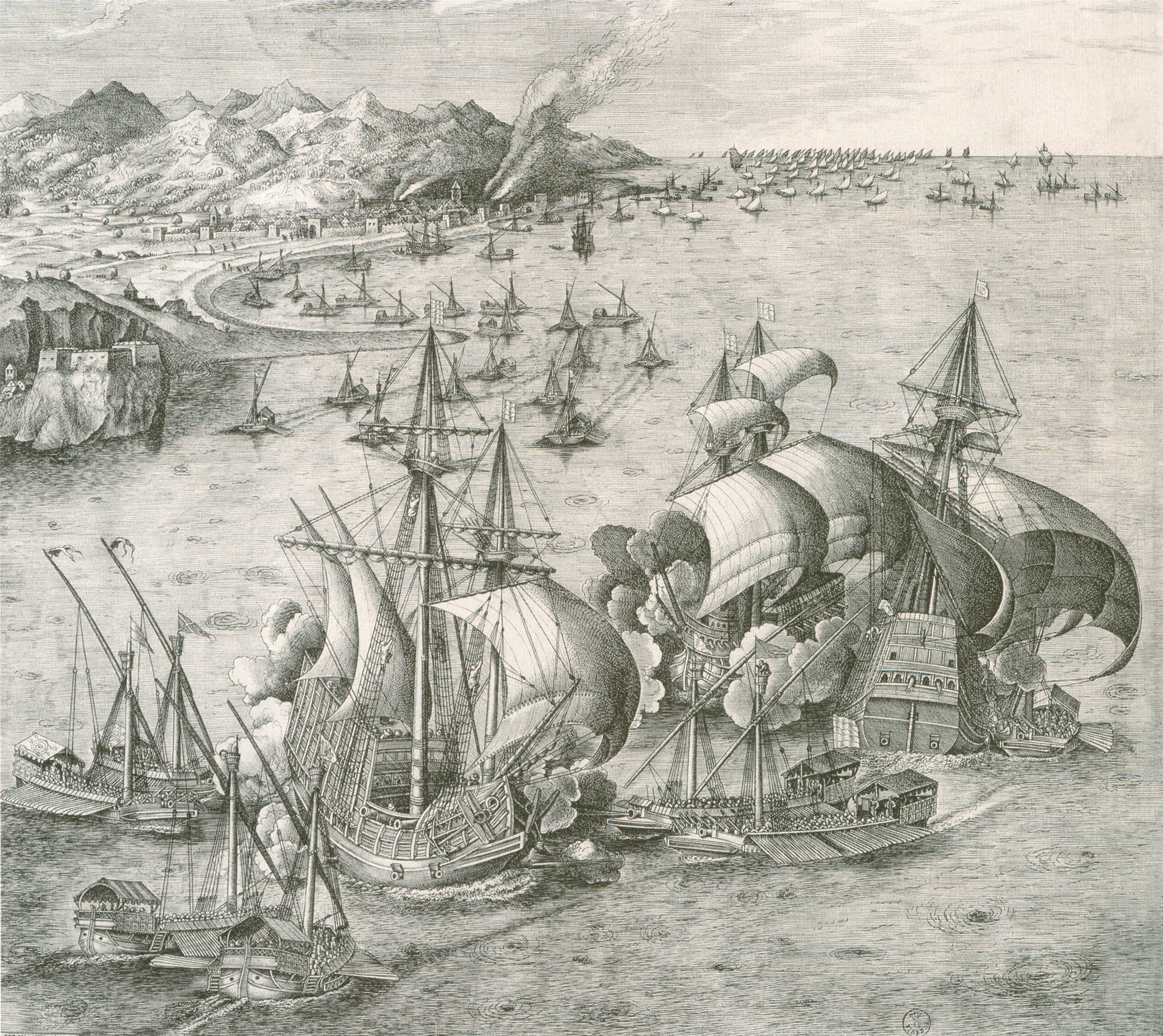
Tranh khắc gỗ thế kỷ 16 mô tả hải chiến giữa thuyền chèo và thuyền buồm

### Các loại tàu

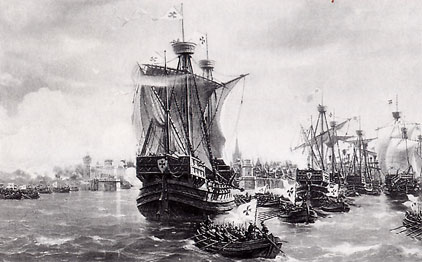
Tranh thế kỷ 19 về hạm đội tàu holk thời trung cổ do các thành cảng Baltic tài trợ

## Hậu chiến

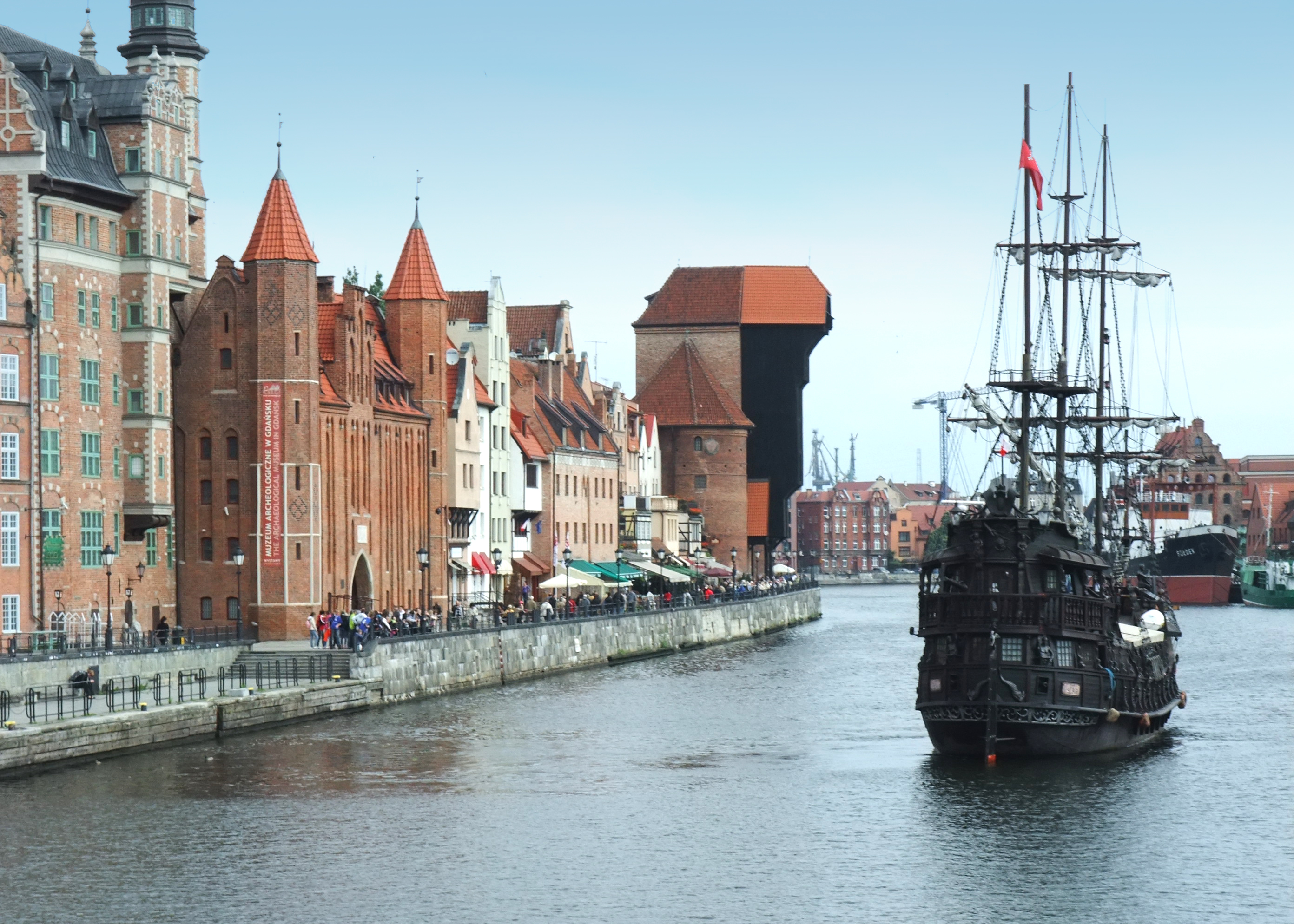
Cảng sông ở Gdańsk: Dlugie Pobrzeże và Krantor